# XVIII Толедський собор
Вісімнадцятий Толедський собор (лат. Concilium Toletanum XVIII) був останнім із толедських соборів, що відбулися в вестготській Іспанії до її арабського завоювання в 711 році. Був скликаний у 703 році Вітіцою, який співуправляв з 693 року зі своїм батьком Егікою, який скликав минулий Сімнадцятий Толедський собор. На ньому головував архієпископ Толедо Гундерик.

## Історія
Запис актів собору існував у середні віки, але з того часу був втрачений, що призвело до його забуття. У хроніці 754 р. є згадка про те, що Вітіца наказав Синдереду «вчинити тиск на встановлене духовенство», але що саме це означає, невідомо. Це може означати, що він чинив тиск на Вісімнадцятий собор, щоб той підтвердив рішення Трулльського собору про те, що церковний шлюб дозволений: згідно з "Хронікою Альфонсо III", Фруела I Астурійський (правив у 757-768 роках) скасував це рішення. Сенс цього був у тому, що Вітіца спробував поборотися з корупцією у вестготській католицькій церкві.